# 麥克萊恩 (伊利諾伊州)
麥克萊恩（英語：McLean）是位於美國伊利諾伊州麥克萊恩縣的一個村落。

## 地理
麥克萊恩的座標為40°18′54″N 89°10′14″W / 40.31500°N 89.17056°W，而該地最高點為海拔高度216米（即709英尺）。

## 人口
根據2010年美國人口普查的數據，麥克萊恩的面積為1.12平方千米，當中陸地面積為1.12平方千米，而水域面積為0.00平方千米。當地共有人口830人，而人口密度為每平方千米741人。